# Имамоглу, Экрем
Экре́м Имамоглу (тур. Ekrem İmamoğlu; род. 3 июня 1971, Cevizli, Трабзон) — турецкий государственный и политический деятель, мэр Стамбула (2019—2025). На должность мэра баллотировался от «Альянса Нации» — союза Хорошей партии и Республиканской народной партии. В ходе отбора кандидатов Имамоглу обошёл даже ранее баллотировавшегося от «Альянса Нации» в президенты Мухаррема Индже. Ранее занимал пост главы Бейликдюзю (30 марта 2014 — 31 марта 2019).
Считается одним из главных противников президента Турции Реджепа Тайипа Эрдогана. Был фигурантом ряда уголовных дел, 19 марта 2025 года был задержан.

## Биография
Семья Имамоглу зарабатывала сельским хозяйством и торговлей. Мать занималась животноводством и домашним хозяйством, отец стал основателем строительной фирмы. Некоторое время в детстве провёл на Северном Кипре, где окончил факультет связи Американского университета в Гирне. В юности Имамоглу мечтал стать футболистом, помогал родителям в фирме, работал менеджером в местных футбольном и баскетбольном клубах общества «Трабзонспор». В Стамбул семья Имамоглу перебралась еще в 1987, в 1991 году семья окончательно основалась в пригороде Бейликдюзю. Имамоглу окончил факультет делового администрирования Стамбульского университета. Работать начал в 1992 году в семейной фирме, со временем дорос до председателя совета директоров. С 2008 года член Республиканско-народной партии, в 2009 году возглавил местную ячейку партии. С 2014 по 2019 год работал мэром Бейликдюзю.
Имамоглу женат, воспитывает троих детей. Является практикующим мусульманином.
Владеет турецким, курдским и английским языками.

## Выборы мэра Стамбула 2019
31 марта 2019 года состоялись выборы мэра Стамбула, на которых Имамоглу выдвинул свою кандидатуру. Лишь после окончательного пересчета голосов было объявлено, что именно он одержал победу, хотя еще по итогам подсчета 80 % голосов лидировал его оппонент, кандидат от правящей Партии справедливости и развития (ПСР) Бинали Йылдырым. Первоначальный перевес Имамоглу составлял около 23 тысяч голосов, но после серии пересчётов, произведённых по инициативе правительства, сократился до 13 тысяч, что составило менее 0,2 % голосов.
3 апреля Высшая избирательная комиссия Турции заявила о пересчете голосов в 18 районах Стамбула: частичном в 15 районах и полном в 3 районах. 8 апреля Президент Турции Реджеп Тайип Эрдоган заявил о системных нарушениях на выборах мэра Стамбула, в ходе которых, по его словам, у его Партии справедливости и развития были украдены голоса. Через два дня Эрдоган призвал аннулировать результаты прошедших 31 марта муниципальных выборов в Стамбуле, аргументируя это тем, что разрыв в 13 тысяч голосов для такого города как Стамбул — это слишком мало. Оппозиция в ответ потребовала срочной выдачи Имамоглу мандата мэра. Сам Имамоглу призывал признать его мэром, указывая, что страдает от этой ситуации турецкая демократия: ее выставляют в невыгодном свете.
За ходом выборов пристально следили в мире. Заместитель официального представителя Госдепартамента США Роберт Палладино призвал Турцию признать итоги муниципальных выборов. Анкара в ответ призвала США не вмешиваться во внутренние дела страны.
17 апреля 2019 года, после всех пересчётов, ЦИК признал Имамоглу мэром, после чего Имамоглу получил сертификат и принёс присягу в качестве главы Стамбула. Тем не менее, он проработал на посту градоначальника лишь 19 дней.
6 мая Центральная избирательная комиссия Турции аннулировала результаты (7 голосов за, 4 против) и назначила новые выборы на 23 июня, в результате чего его мандат был отозван. 21 мая председатель Народно-республиканской партии Турции Кемаль Кылычдароглу призвал всех сторонников в обязательном порядке прийти на повторные выборы и снова проголосовать за Имамоглу.
На повторных выборах, прошедших 23 июня, Экрем Имамоглу снова победил, причем на этот раз отрыв от оппонента оказался существенно больше, Имамоглу получил 54,22 % голосов. Эрдоган и Йылдырым поздравили Имамоглу с победой уже вечером в день голосования, когда исход выборов стал ясен. Имамоглу в ответ заявил, что готов сотрудничать с Эрдоганом.

## Уголовные дела
Имамоглу после победы на выборах в 2019 году назвал «глупостью» отмену результатов первых выборов мэра Стамбула, в которых он одержал победу. Его обвинили в оскорблении членов Высшего избирательного совета Турции, дело рассматривалось несколько лет. В декабре 2022 года его приговорили к 2 годам, семи месяцам и 15 суткам лишения свободы. Помимо этого суд наложил на Имамоглу запрет на политическую деятельность. Имамоглу отрицал, что оскорблял членов избирательного совета, и утверждал, его слова были ответом главе МВД Турции Сулейману Сойлу, который назвал его «дураком». Ранее Имамоглу называли одним из возможных соперников Реджепа Тайипа Эрдогана на президентских выборах в 2023 году. Государственный департамент США заявил, что «глубоко обеспокоен и разочарован» решением суда.

### Задержание
19 марта 2025 года Экрем Имамоглу был задержан полицией Турции по обвинению во взяточничестве, и связях с Рабочей партией Курдистана. Также были выдвинуты обвинения в адрес чиновников стамбульской мэрии в коррупции при проведении закупок. Задержан пресс-секретарь мэра Мурат Онгун. В материалах расследования Имамоглу фигурирует как «глава организованной преступной группировки».
8 мая 2025 года аккаунт Экрема Имамоглу в соцсети Х закрыт по решению суда из-за публикаций, подстрекающих к нарушению законодательства Турции.